# Johan Görbitz
Johan Görbitz (født 8 august 1782 i Sandviken ved Bergen, død 3. juni 1853 i Kristiania) var en norsk maler. Han malede landskaber, men blev især kendt som portrætmaler.
Görbitz blev i 1798 sendt til København for at udvikle sine kunstneriske evner, som han havde vist tidligt. I 1802 måtte han afbryde studier på Kunstakademiet, og vendte tilbage til Bergen, hvor han arbejdede indtil 1805 som portrætmaler. 1805-1807 var han igen i København for at fortsætte deres uddannelse, og rejste senere til Dresden og videre til Wien, hvor hans portræt af den danske chargé d'affaires Nissen tiltrak stor opmærksomhed og gav ham mange ordrer. I 1809 flyttede han til Paris, hvor han forblev i mange år som en populær portrætmaler. Først i 1836 vendte han tilbage til Norge og bosatte sig derefter i Kristiania, hvor han levede et afsondret liv.
Görbitz er især kendt for sine portrætter af Niels Henrik Abel og Camilla Collett. Nasjonalgalleriet i Oslo ejer 8 af Görbitz' landskabsmalerier.
Görbitz gate i Oslo er opkaldt efter ham.